# Saint-Aubin-des-Préaux
Saint-Aubin-des-Préaux is een gemeente in het Franse departement Manche (regio Normandië) en telt 379 inwoners (1999). De plaats maakt deel uit van het arrondissement Avranches.

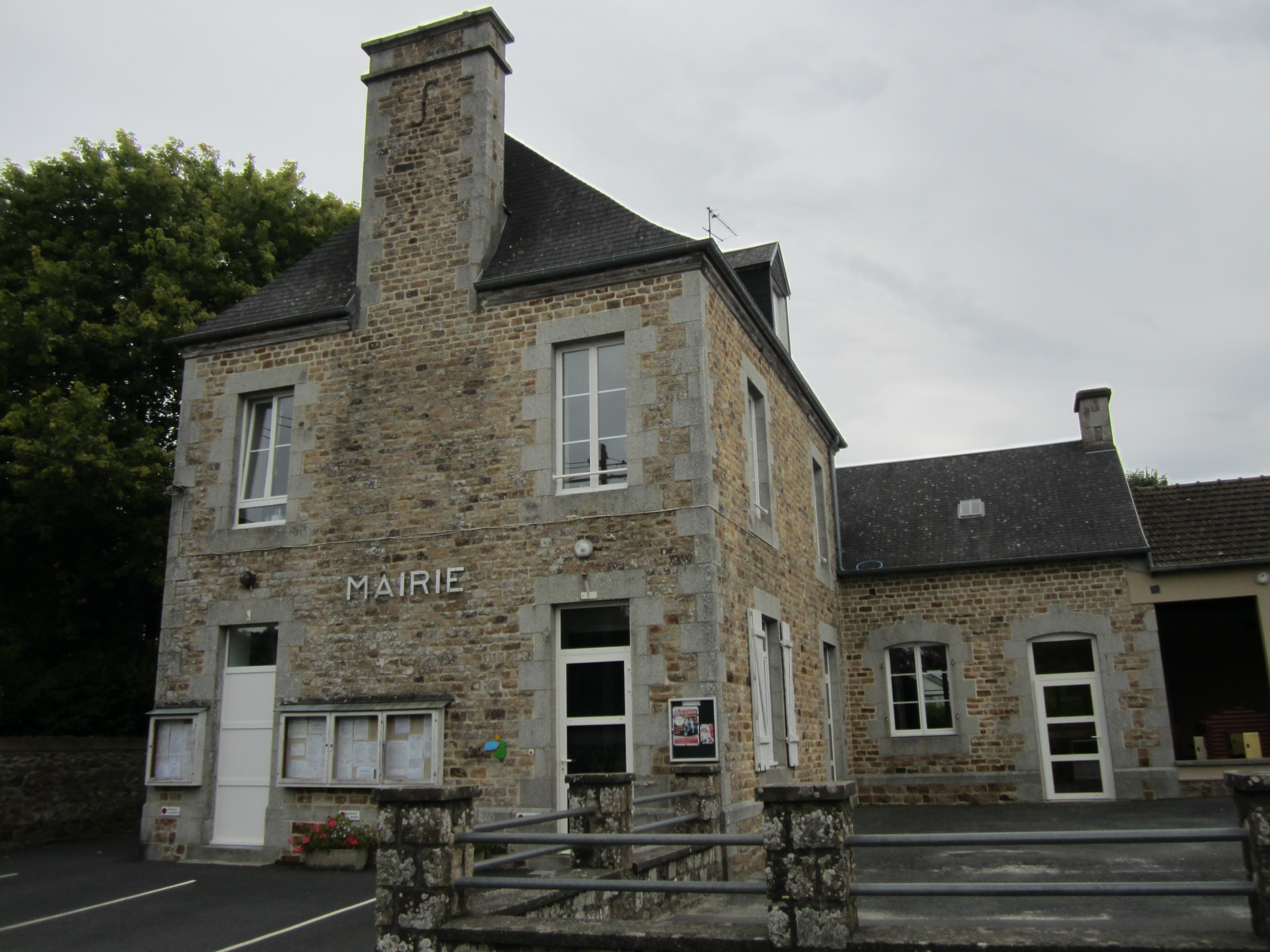
Gemeentehuis
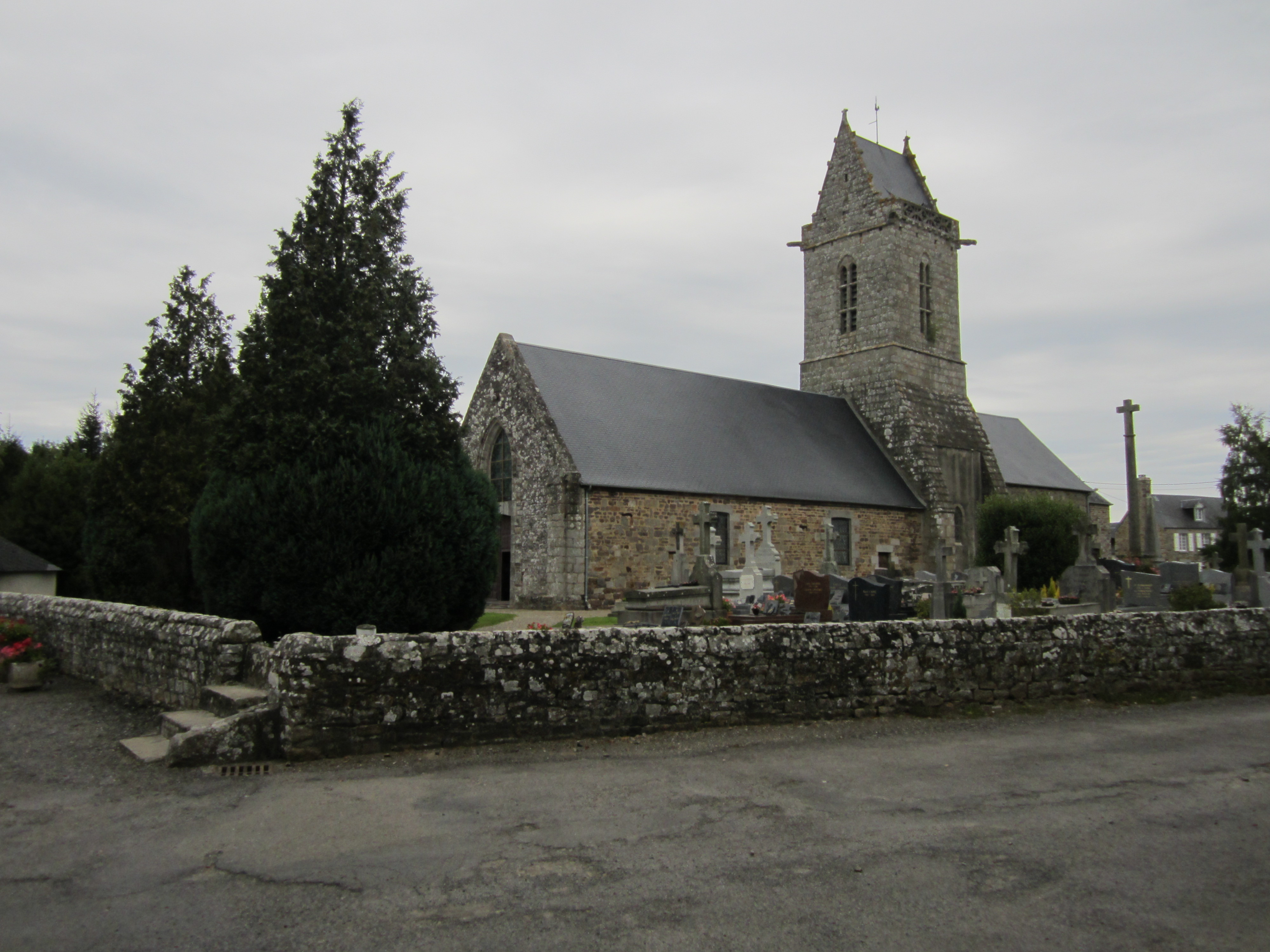
Kerk van Saint-Aubin-des-Préaux

## Geografie
De oppervlakte van Saint-Aubin-des-Préaux bedraagt 8,3 km², de bevolkingsdichtheid is 45,7 inwoners per km².
De onderstaande kaart toont de ligging van Saint-Aubin-des-Préaux met de belangrijkste infrastructuur en aangrenzende gemeenten.

## Demografie
Onderstaande figuur toont het verloop van het inwonertal (bron: INSEE-tellingen).

1. ↑  Populations de référence 2022.